# Отроков, Николай Васильевич
Николай Васильевич Отроков (2 ноября 1858 года, Великий Устюг, Никольский уезд, Вологодская губерния — 30 января 1940 года, Подосиновец) — земской врач, заведующий больницей в Подосиновце (1909—1928). Герой Труда (1928).

## Биография
Родился в 1858 году в семье священника в Великом Устюге Вологодской губернии. Окончил Вологодскую гимназию, по окончании которой обучался на медицинском факультете Московского университета. Был однокурсником Антона Чехова. В июне 1885 года получил диплом земского врача. С июля 1885 года — земской врач 2-го медицинского участка Никольского уезда, заведующий Подосиновской больницы, где проработал последующие двадцать лет. С мая 1905 года — Вологодский уездный земской врач в чине статского советника, одновременно — врач губернской тюрьмы, преподаватель фельдшерской школы и врач городского училища.
С 1909 по 1928 года работал врачом, заведующим больницы в Подосиновце. Был медицинским специалистом широко профиля: лечил глазные болезни, занимался хирургией, гинекологией, венерологией, акушерством, судебной экспертизой. Следил за эпидемиологической обстановкой по сифилису, холерой и брюшным и сыпным тифом в Никольском уезде. По его инициативе в 1911 году были построены школы в сёлах Ананино и Аксентьевской, в 1914 году открыта народная библиотека в Подосиновце. Преподавал химию и гигиену в местной школе.
20 августа 1928 года решением Президиума ВЦИКа удостоен почётного звания «Герой Труда».
В декабре 1929 года вышел на пенсию. Скончался в январе 1940 года в Подосиновце. Был похоронен на старом поселковом кладбище. В 1989 году прах Николая Отрокова перезахоронен на новом кладбище Подосиновца.
Память
- В 2005 году центральной районной больнице в Подосиновце присвоено имя Николая Отрокова.
- В сквере около центральной районной больницы в Подосиновце установлен бюст Николая Отрокова.
- В 2008 году на здании центральной районной больницы установлена мемориальная табличка в честь Николая Отрокова

Награды
- Орден Святой Анны II степени (1884)
- Серебряная медаль в память царствования императора Александра III (1896)